# Hilara terriphylla
Hilara terriphylla är en tvåvingeart som beskrevs av Straka 1976. Hilara terriphylla ingår i släktet Hilara och familjen dansflugor. Inga underarter finns listade i Catalogue of Life.